# Roary, der Rennwagen
Roary, der Rennwagen (Originaltitel: Roary the Racing Car) ist eine britische 3D-Animationsserie, die zwischen 2007 und 2010 produziert wurde. Die Serie wurde konzipiert von Keith Chapman, der auch Bob der Baumeister erfand.

## Handlung
Roary ist ein rotes Rennauto, das vom Mechaniker Chris gewartet wird. Roary fährt mit seinen Freunden meistens Rennen in Silbertal (abgeleitet von Silverstone in England), in denen oft etwas passiert.

## Produktion und Veröffentlichung
Die Serie wurde zwischen 2008 und 2010 in USA und Großbritannien produziert. Dabei sind 2 Staffeln und 104 Folgen entstanden. Regie führte hierbei Tim Harper. Am Drehbuch beteiligten sich Tim Harper, Dave Jenkins, Wayne Jackman, Dave Ingham, Diane Redmond, Dan Wicksman, Keith Chapman, Peter Curtis und Rachel Dawson. Die Idee entstammt von Dave Jenkins, Peter Curtis und Chris Parker. Für die Musik sorgten Kim Goody und Alan Coates. Die Produktion wurde von Chapman Entertainment, Cosgrove Hall Films und HiT Entertainment übernommen.
Die deutsche Erstausstrahlung fand am 25. April 2009 auf KI.KA statt. Weitere Ausstrahlungen erfolgten außerdem auf ZDF, Boomerang, Nick Junior und ORF eins.

## Synchronisation
| Rolle           | Originalsprecher |
| --------------- | ---------------- |
| Erzähler        | Stirling Moss    |
| Fahrzeuge       |                  |
| Roary           | Maria Darling    |
| Cici            | Maria Darling    |
| Maxi            | Marc Silk        |
| Drifter         | Marc Silk        |
| Menschen        |                  |
| Big Chris       | Peter Kay        |
| Big Christine   | Peter Kay        |
| Mr. Carburettor | Tim Whitnall     |
| Marsha          | Maria Darling    |
| Tiere           |                  |
| Flash           | Marc Silk        |
| Molecom         | Dominic Frisby   |

## Episodenliste

### Staffel 1
| Nr. (gesamt) | Nr. (Staffel) | deutscher Titel             | englischer Titel           | dt. Erstausstrahlung |
| ------------ | ------------- | --------------------------- | -------------------------- | -------------------- |
| 1            | 1             | Aller Anfang ist schwer     | Roary’s First Day          | 25. April 2009       |
| 2            | 2             | Rennen mit Hindernissen     | Roary Slips Up             | 4. November 2008     |
| 3            | 3             | Flaggensalat                | Big Chris Flags it Up      | 29. April 2008       |
| 4            | 4             | Achtung, rohe Eier!         | Express Delivery           | 6. November 2008     |
| 5            | 5             | Die Sandkurve               | Roary’s Day at the Seaside | 30. April 2008       |
| 6            | 6             | Der Wundertreibstoff        | Roary Takes Off            | 10. November 2008    |
| 7            | 7             | Das schlechte Gewissen      | Cici Takes the Blame       | 1. Mai 2008          |
| 8            | 8             | Chris kommt ins Schwitzen   | Big Chris’ Big Workout     | 12. November 2008    |
| 9            | 9             | Ruhe bitte!                 | Flash Flips Out            | 2. Mai 2008          |
| 10           | 10            | Sicherheitskontrolle        | Rusty Remembers            | 14. November 2008    |
| 11           | 11            | Zuckerrübenbenzin           | Easy on the Fuel           | 5. Mai 2008          |
| 12           | 12            | Funkstille                  | Communication Breakdown    | 18. November 2008    |
| 13           | 13            | Der Superkompressor         | Blue Light Job             | 6. Mai 2008          |
| 14           | 14            | Schwere Entscheidung        | Make Up Your Mind, Roary   | 20. November 2008    |
| 15           | 15            | Werkstattleiter Roary       | Workshop Roary             | 7. Mai 2008          |
| 16           | 16            | Tinto, der Held             | Tip Top Tin Top            | 24. November 2008    |
| 17           | 17            | Tunnelgespenst              | Tunnel Vision              | 8. Mai 2008          |
| 18           | 18            | Ein musikalischer Maulwurf  | Molecom Makes Music        | 5. September 2008    |
| 19           | 19            | Roary ist weg!              | Roary Goes Missing         | 9. Mai 2008          |
| 20           | 20            | Mama mia                    | Mama Mia                   | 28. November 2008    |
| 21           | 21            | Musik liegt in der Luft     | Surround Sound             | 12. Mai 2008         |
| 22           | 22            | Bulli kümmert sich darum    | Plugger's on the Case      | 2. Dezember 2008     |
| 23           | 23            | Chris lernt fliegen         | Big Chris Learns to Fly    | 13. Mai 2008         |
| 24           | 24            | Große Oper                  | Musical Mayhem             | 4. Dezember 2008     |
| 25           | 25            | Die Reifenwärmer            | Braking Promises           | 14. Mai 2008         |
| 26           | 26            | Versteckte Schätze          | Secret Treasures           | 8. Dezember 2008     |
| 27           | 27            | Roary auf dünnem Eis        | Roary on Thin Ice          | 26. Juli 2008        |
| 28           | 28            | Der letzte Tag              | Drifter’s Last Day         | 10. Dezember 2008    |
| 29           | 29            | Schluckauf-Saft             | Out of Juice               | 27. Juli 2008        |
| 30           | 30            | Schlaflos im Silbertal      | Roary’s Wake Up Call       | 12. Dezember 2008    |
| 31           | 31            | Chris verplappert sich      | Big Chris Says Sorry       | 28. Juli 2008        |
| 32           | 32            | Der Austauschmotor          | Maxi’s New Engine          | 16. Dezember 2008    |
| 33           | 33            | Ein freier Tag              | Busy Day for Big Chris     | 29. Juli 2008        |
| 34           | 34            | Mäuseangst                  | Tin Top Gets Scared        | 18. Dezember 2008    |
| 35           | 35            | Suchen und Finden           | Roary Loses a Friend       | 30. Juli 2008        |
| 36           | 36            | Das Mehlgespenst            | Spooky Forest              | 22. Dezember 2008    |
| 37           | 37            | Fridolin im Rennen          | FB in the Fast Lane        | 31. Juli 2008        |
| 38           | 38            | Fahrstunden                 | Roary Goes Back to School  | 24. Dezember 2008    |
| 39           | 39            | Ein allzu schneller Hase    | Rabbit That Yelled Stop    | 1. August 2008       |
| 40           | 40            | Sonnenflitzer               | Cici Gets Fired Up         | 26. Dezember 2008    |
| 41           | 41            | Chris wird ein Star         | Stars and Cars             | 2. August 2008       |
| 42           | 42            | Roary verlässt der Mut      | Crash Test Roary           | 30. Dezember 2008    |
| 43           | 43            | Freund in der Not           | Roary Sees Red             | 3. August 2008       |
| 44           | 44            | Geheime Nachtfahrt          | Rusty Takes a Trip         | 1. Januar 2009       |
| 45           | 45            | Kostbares Nass              | Roary Cleans Up His Act    | 4. August 2008       |
| 46           | 46            | Beste Freunde?              | Green Eyed Roary           | 9. Februar 2009      |
| 47           | 47            | Geburtstag mit Hindernissen | Big Chris Forgets          | 14. April 2010       |
| 48           | 48            | Wer passt auf wen auf?      | Big Chris Babysits         | 10. Februar 2009     |
| 49           | 49            | Der Freund vom Meer         | Roary and Nigel            | 7. April 2010        |
| 50           | 50            | Überraschungspakete         | Roary Gets it Wrong        | 11. Februar 2009     |
| 51           | 51            | Handarbeit                  | Computer Calamity          | 14. April 2010       |
| 52           | 52            | Gib niemals auf             | Roary Digs Deep            | 12. Februar 2009     |

### Staffel 2
| Nr. (gesamt) | Nr. (Staffel) | deutscher Titel           | englischer Titel                | dt. Erstausstrahlung |
| ------------ | ------------- | ------------------------- | ------------------------------- | -------------------- |
| 53           | 1             | Flitz der Streckenposten  | Flash the Marshall              | 19. September 2010   |
| 54           | 2             | Einsatz für Hubsi         | Hellie’s a Winner               | 10. Oktober 2010     |
| 55           | 3             | Der Arbeitstausch         | Dodgems                         | 20. September 2010   |
| 56           | 4             | Übermut tut selten gut    | Tall Story Roary                | 24. Oktober 2010     |
| 57           | 5             | Chris mistet aus          | Car Boot Sale                   | 21. September 2010   |
| 58           | 6             | Ein heißer Tag            | Hot Stuff                       | 25. September 2011   |
| 59           | 7             | Tempo runter!             | Law and Order                   | 22. September 2010   |
| 60           | 8             | Kalte Küche               | Flash’s Tea Party               | 21. November 2010    |
| 61           | 9             | Eselsstärken              | Horse Powered Dinkie            | 23. September 2010   |
| 62           | 10            | Fridolin hat Heimweh      | FB’s Sleepover                  | 5. Dezember 2010     |
| 63           | 11            | Cicis großer Sprung       | Cici Spectacular                | 24. September 2010   |
| 64           | 12            | Chris feiert krank        | Cry Cold                        | 2. Januar 2011       |
| 65           | 13            | Marsha ist die Beste      | Marsha’s Wonderful Life         | 25. September 2010   |
| 66           | 14            | Das Dienstjubiläum        | Let’s Hear it for Big Chris     | 16. Januar 2011      |
| 67           | 15            | Chris’ alberner Tag       | Funny Business                  | 26. September 2010   |
| 68           | 16            | Ein Fall für Nick         | Nick Solves the Case            | 30. Januar 2011      |
| 69           | 17            | Der Rundenrekord          | Cici Wins the Day               | 28. September 2010   |
| 70           | 18            | Cici macht das Rennen     | Testing Time for Maxi           | 27. September 2010   |
| 71           | 19            | Brummi steckt fest        | Mum’s the Word                  | 20. Februar 2011     |
| 72           | 20            | Großer Test für Maxi      | How the Hatch Was Won           | 27. Februar 2011     |
| 73           | 21            | Zwei Mamas geben Gas      | Simply the Best                 | 29. September 2010   |
| 74           | 22            | Cowboys und Schurken      | Heavy Loada                     | 3. Oktober 2011      |
| 75           | 23            | Tricks und Spielereien    | Go Gadget James and Maxi        | 30. September 2010   |
| 76           | 24            | Das Dampfarelli-Denkmal   | Mr Carburettor or Bust          | 6. Februar 2011      |
| 77           | 25            | Tausch mit mir!           | Home is Where the Hatch Is      | 1. Oktober 2010      |
| 78           | 26            | Silbertal rockt           | Putting on a Show               | 5. Oktober 2011      |
| 79           | 27            | Konkurrenz für Chris      | Motor Mouth                     | 2. Oktober 2010      |
| 80           | 28            | Das Tanzturnier           | Dancing Queen                   | 10. Juni 2012        |
| 81           | 29            | Das Leid mit den Kurven   | Homesick Tin Top                | 3. Oktober 2010      |
| 82           | 30            | Die Baumrettung           | Save Our Tree                   | 17. Juni 2012        |
| 83           | 31            | Der neue Saft             | New Juice                       | 4. Oktober 2010      |
| 84           | 32            | Strandfußball             | FB for Football                 | 8. Oktober 2011      |
| 85           | 33            | Aquaplaning               | Mr Carburettor’s Birthday Suit  | 5. Oktober 2010      |
| 86           | 34            | Laute Kracher             | Big Bangs                       | 9. Oktober 2011      |
| 87           | 35            | Pizza aus der Werkstatt   | Silver Hatch Pizza              | 6. Oktober 2010      |
| 88           | 36            | Sandy in Gefahr           | The Silver Hatch Stars          | 8. Juli 2012         |
| 89           | 37            | Zu viel Technik           | High Tech Overload              | 7. Oktober 2010      |
| 90           | 38            | Ordentliche Unordnung     | Workshop Chaos                  | 15. Juli 2012        |
| 91           | 39            | Spoiler für alle          | Silver Hatch Shapes Up          | 8. Oktober 2010      |
| 92           | 40            | Boxenstopp                | Pit Stop Perils                 | 22. Juli 2012        |
| 93           | 41            | Das Schrottrennen         | Demolition Derby                | 9. Oktober 2010      |
| 94           | 42            | Die Gartenparty           | Manners Please                  | 29. Juli 2012        |
| 95           | 43            | Der Fallschirmsprung      | Big Chris’ Big Jump             | 10. Oktober 2010     |
| 96           | 44            | Die Silbertal-Kapelle     | Brassless Band                  | 5. August 2012       |
| 97           | 45            | Hubis hat Flugangst       | Crash Landing                   | 11. Oktober 2010     |
| 98           | 46            | Bulli, der Butler         | Plugger’s New Job               | 15. Oktober 2011     |
| 99           | 47            | Das Glücks-Unterhemd      | Big Chris Gets Lucky            | 12. Oktober 2010     |
| 100          | 48            | Der Wettlauf              | Silver Hatch Fun Run            | 16. Oktober 2011     |
| 101          | 49            | Der fliegende Herr Murray | It’s Go, Go, Go at Silver Hatch | 13. Oktober 2010     |
| 102          | 50            | Die Helden von Silbertal  | Silver Hatch Heroes             | 2. September 2012    |
| 103          | 51            | Wachtmeister Roary        | PC Roary                        | 14. Oktober 2010     |
| 104          | 52            | Das Winterfest            | Winter Breeze                   | 16. September 2012   |